# Pré-Alpes bávaros
Os Pré-Alpes bávaros - em alemão: Bayerische Voralpen-  são uma cordilheira dos Alpes localizada a sul de Munique situados entre os Loisach ao oeste e o rio Inn ao leste. Um pequena área dos Pré-Alpes localiza-se no Tirol na Áustria.
Os cumes dos Pré-Alpes bávaros não ultrapassam os 2000 m de altitude. A única exceção é o ponto mais elevado dos Pré-Alpes, o pico Krotenkopf com 2.086 m de altura acima do nível do mar. Aos pés dos Alpes, o planalto bávaro desce progressivamente em direção ao vale do Rio Danúbio.

## Divisão tradicional
Os Pré-Alpes bávaros faziam parte da divisão tradicional da partição dos Alpes adoptada em 1926 pelo  IX Congresso Geográfico Italiano  na Itália, com o fim de normalizar a sua divisão em Alpes Ocidentais os Alpes Centrais  aos quais pertenciam, e dos Alpes Orientais.

## SOIUSA
A Subdivisão Orográfica Internacional Unificada do Sistema Alpino (SOIUSA), dividiu em 2005 os Alpes em duas grandes partes:Alpes Ocidentais e Alpes Orientais, separados pela linha formada pelo  Rio Reno - Passo de Spluga - Lago de Como - Lago de Lecco.

### Disisão SOIUSA
Os Pré-Alpes bávaros - Bayerische Alpen em alemão - fazem parte dos Alpes Orientais-Norte e se encontra principalmente na Baviera, na Alemanha, e  marginalmente nos Länder austríacos de Vorarlberg, Tirol e Salzburguêsrepartidos pela Áustria e pela Alemanha.
Os Pré-Alpes bávaros são formados pelo conjunto de; Pré-Alpes de Bregenz, Alpes de Algovia, Alpes de Ammergau, Alpes de Wallgau, Alpes de Mangfall, e os Alpes de Chiemgau.

### Classificação  SOIUSA
Segundo a SOIUSA este acidente geográfico é uma Secção alpina  com as seguintes características:
- Parte = Alpes Orientais
- Grande sector alpino = Alpes Orientais-Norte
- Secção alpina = Pré-Alpes bávaros
- Código = II/B-22

## Imagens

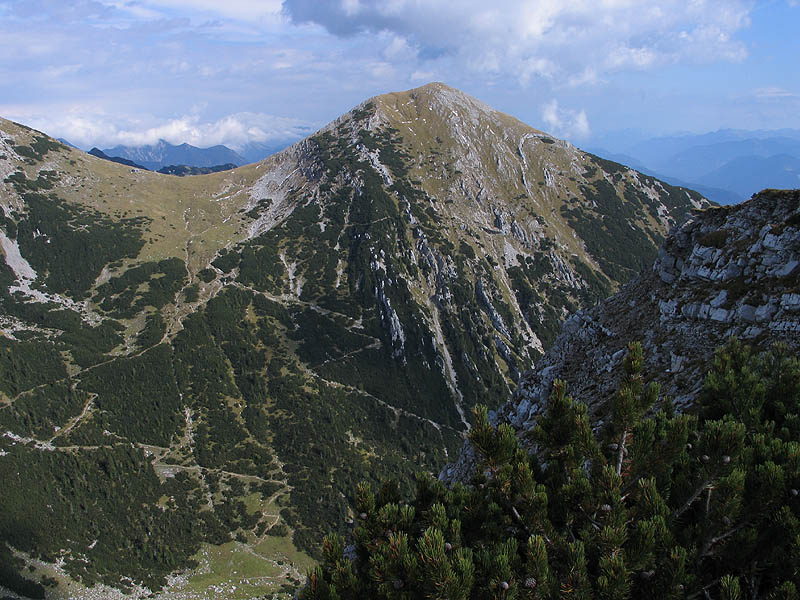
O  Krottenkopf